# 星夜
《星夜》（荷蘭語：De sterrennacht）是荷蘭后印象派畫家文森特·梵高一幅著名油畫，這幅畫作於1889年6月所繪製，描繪了在法國普罗旺斯地区圣雷米的一家精神病院朝東的窗戶所看到的夜晚景色，此外還包括了一個想像中的村莊。自1941年以來，該畫作透過莉莉·P·布利斯的捐贈於紐約現代藝術博物館永久收藏。當代，《星夜》被廣泛認為是梵高的代表作，也被視為世界知名的西方畫作之一。

## 创作背景
1888年12月23日，梵高在与高更的一次争吵之后，因思覺失調症复发而割下了自己的左耳，用手帕包起後送給一名妓女。隔年5月8日自愿前往普羅旺斯地區聖雷米的一家精神病院治疗，在那驻留了108天。在入住精神病院期间，梵高创作了大量的绘画作品，共计一百五十多幅油画和一百多幅素描。在此阶段的绘画，梵高的画风开始趋向于表现主义，作品充满忧郁精神和悲剧性幻觉，其中作品《星夜》正是其中代表之一。而作品《星夜》是在医生允许梵高白天可以外出的条件下所创作，而其作品所描述的风景也正是精神病院所在地圣雷米。

## 作品含义
油画中的主色调藍色代表不開心、陰沉的感覺。很粗的筆觸代表憂愁。畫中景象是一個望出窗外的景象。畫中的樹是柏樹，但畫得像黑色火舌一般，直上云端，令人有不安之感。天空的紋理像渦狀星系，并伴随众多星点，而月亮则是以昏黄的月蚀形式出现。整幅画中，底部的村落是以平直、粗短的线条绘画，表现出一种宁静；但与上部粗犷弯曲的线条却产生强烈的对比，在这种高度夸张变形和强烈视觉对比中体现出了画家躁动不安的情感和迷幻的意象世界。梵高生前非常欣賞日本浮世繪《冨嶽三十六景》中的《神奈川沖浪裏》，而《星夜》中天空的涡状星云画风被認為參考並融入了《神奈川沖浪裏》的元素。

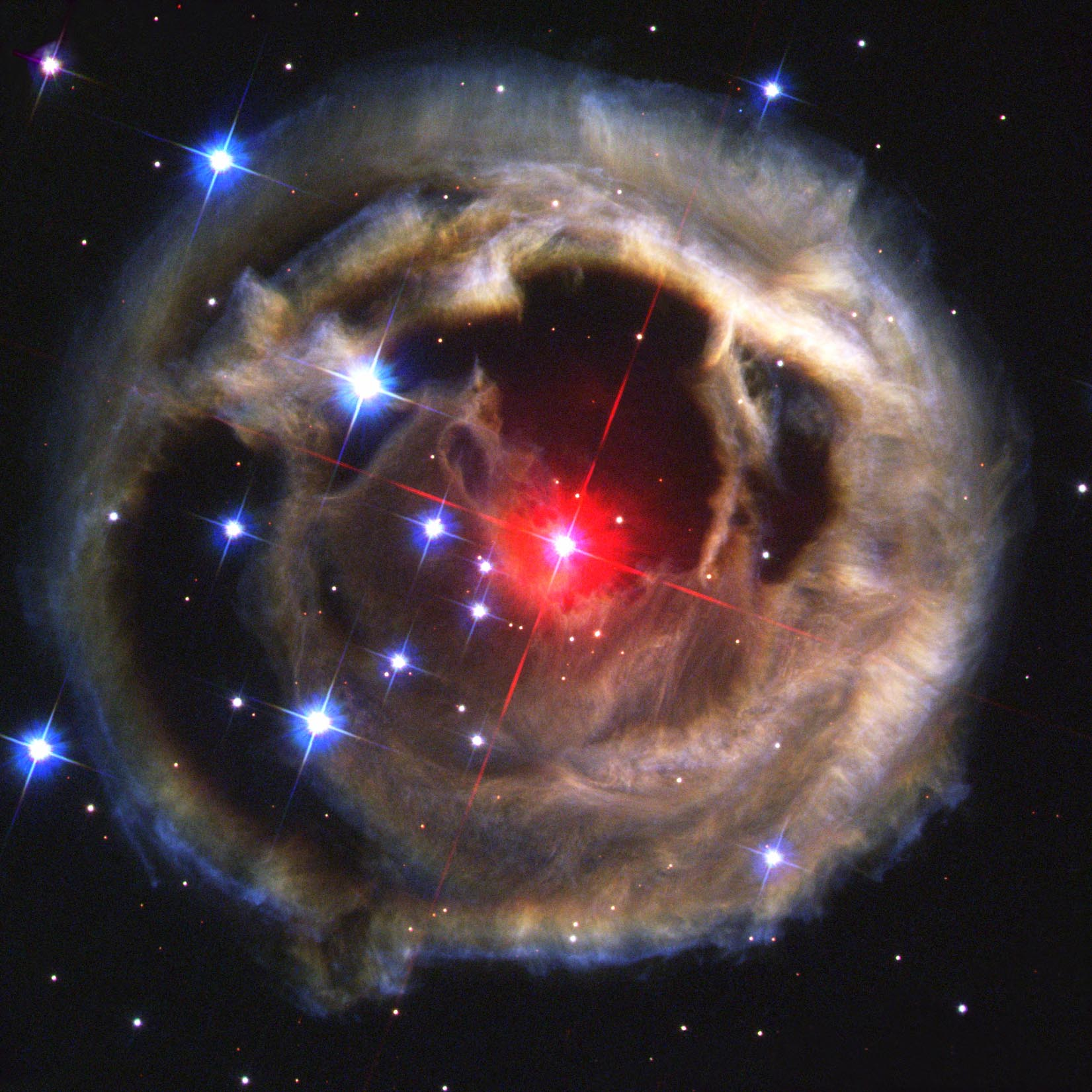
麒麟座V838

在现代的一项科学研究中，科学人员发现梵高的后期作品，包括《星夜》在内，包含有一种物理上称为“湍流”的神韵，并推测此神韵来源于梵高由于长期处于癫狂状态中而得到超于常人的感悟能力和绘画表述能力。而在2004年3月4日，美国宇航局和欧洲航天局公布了一张哈勃太空望远镜拍摄的太空照片，并称“这幅太空摄影作品与梵高的名作《星夜》有‘异常相似’之处。”其中，哈勃太空望远镜所拍照片为一颗名为“麒麟座V838”的恒星周围的景象。该恒星位于麒麟座方向，距离地球2万光年。

## 繪畫材料
羅切斯特理工學院和紐約現代藝術博物館的科學家們曾對這幅畫進行了調查。根據顏料分析表明，《星夜》的天空是使用群青和鈷藍色繪製的，對於星星和月亮，梵高則使用了稀有顏料印度黃和鋅黃。

在紐約現代藝術博物館展出的《星夜》細節
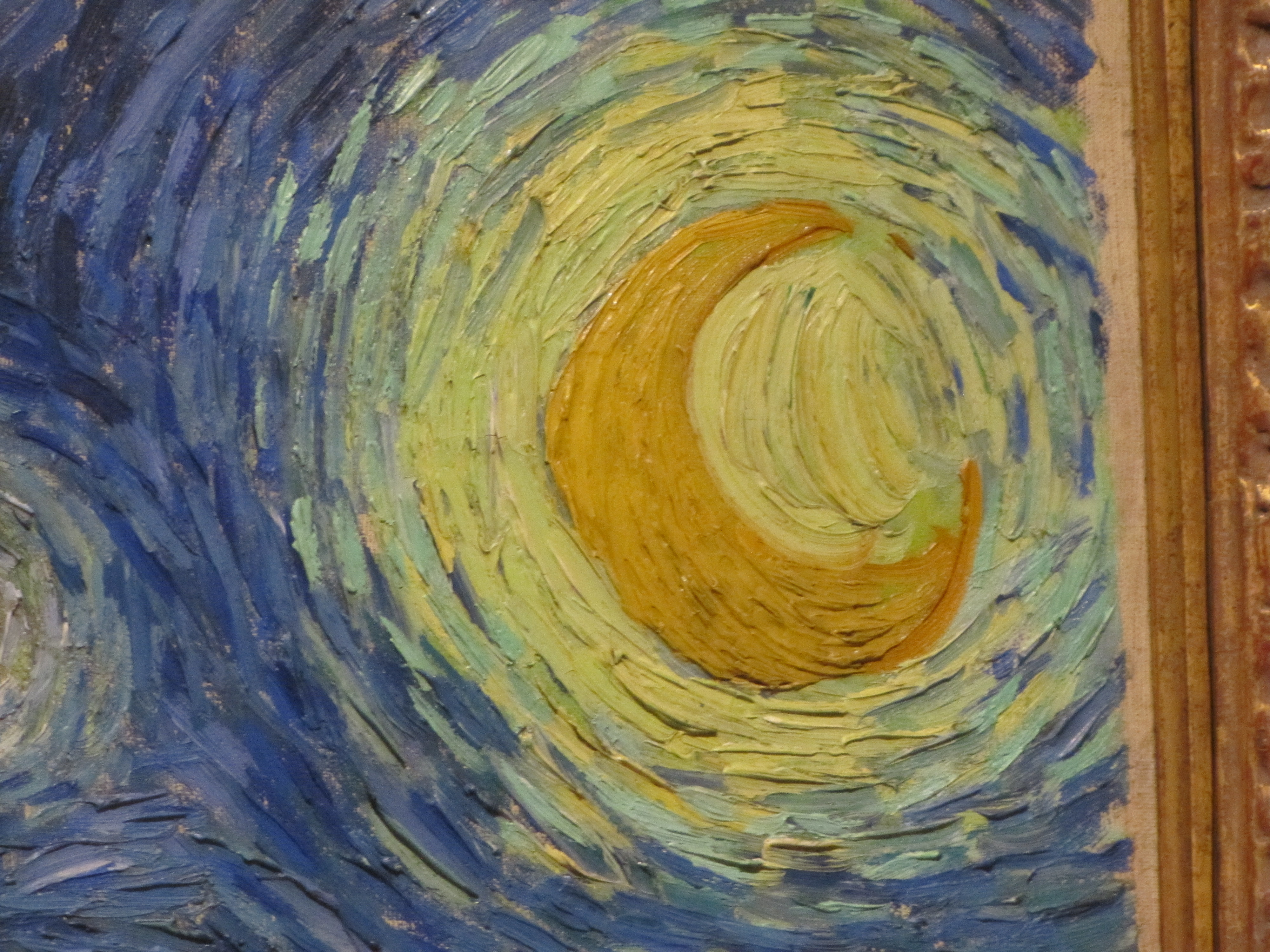
月亮
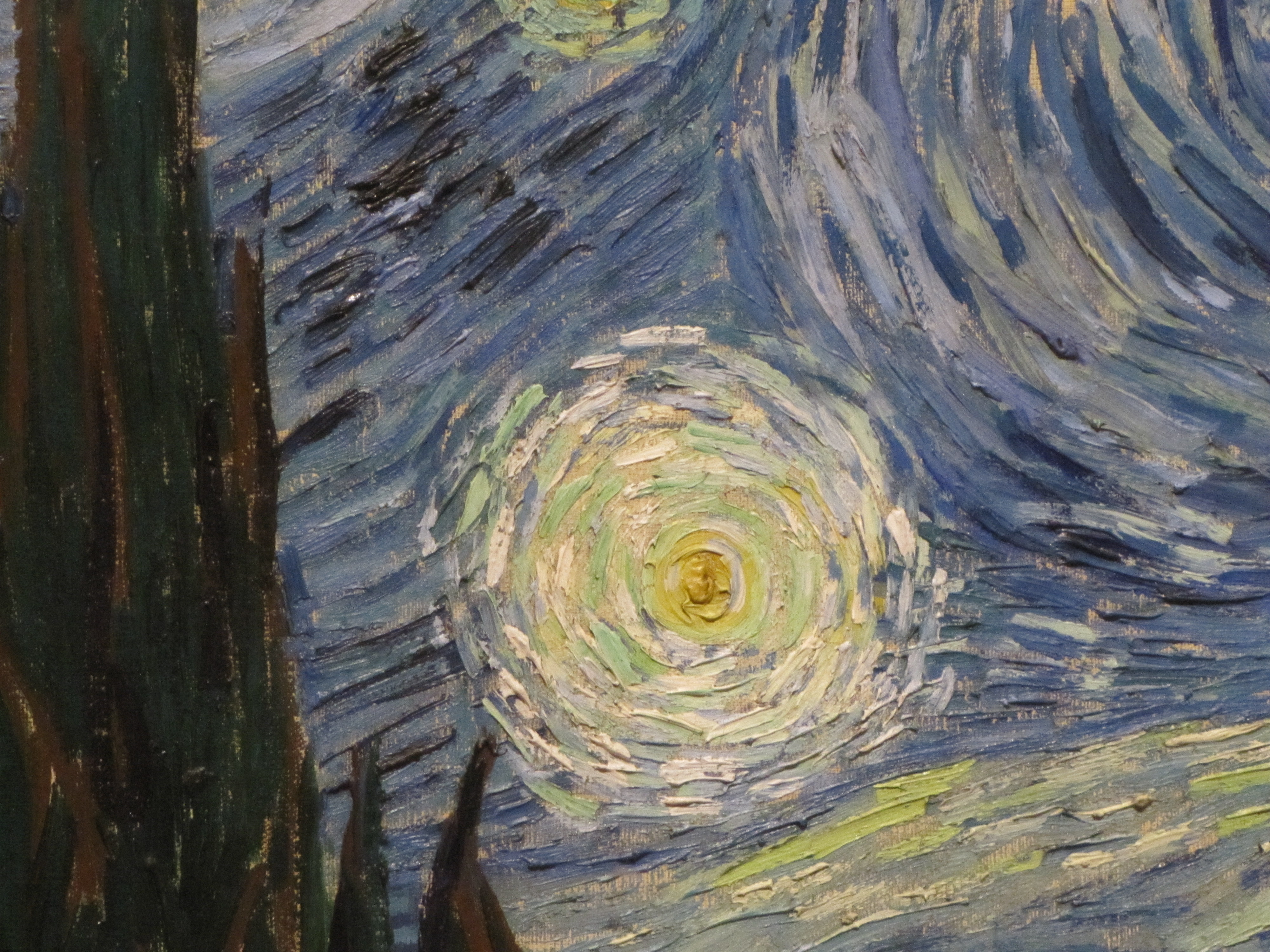
金星
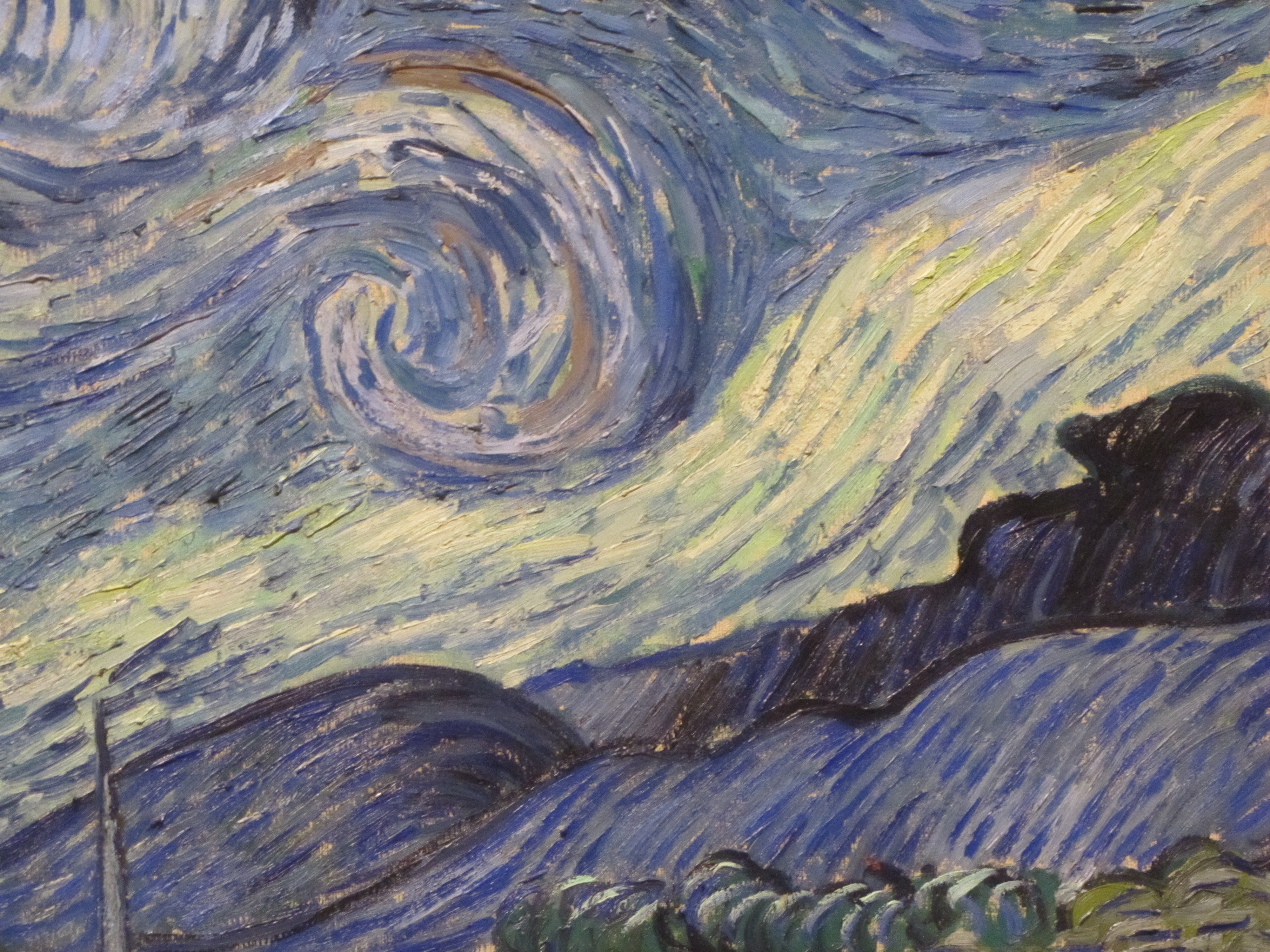
丘陵和天空
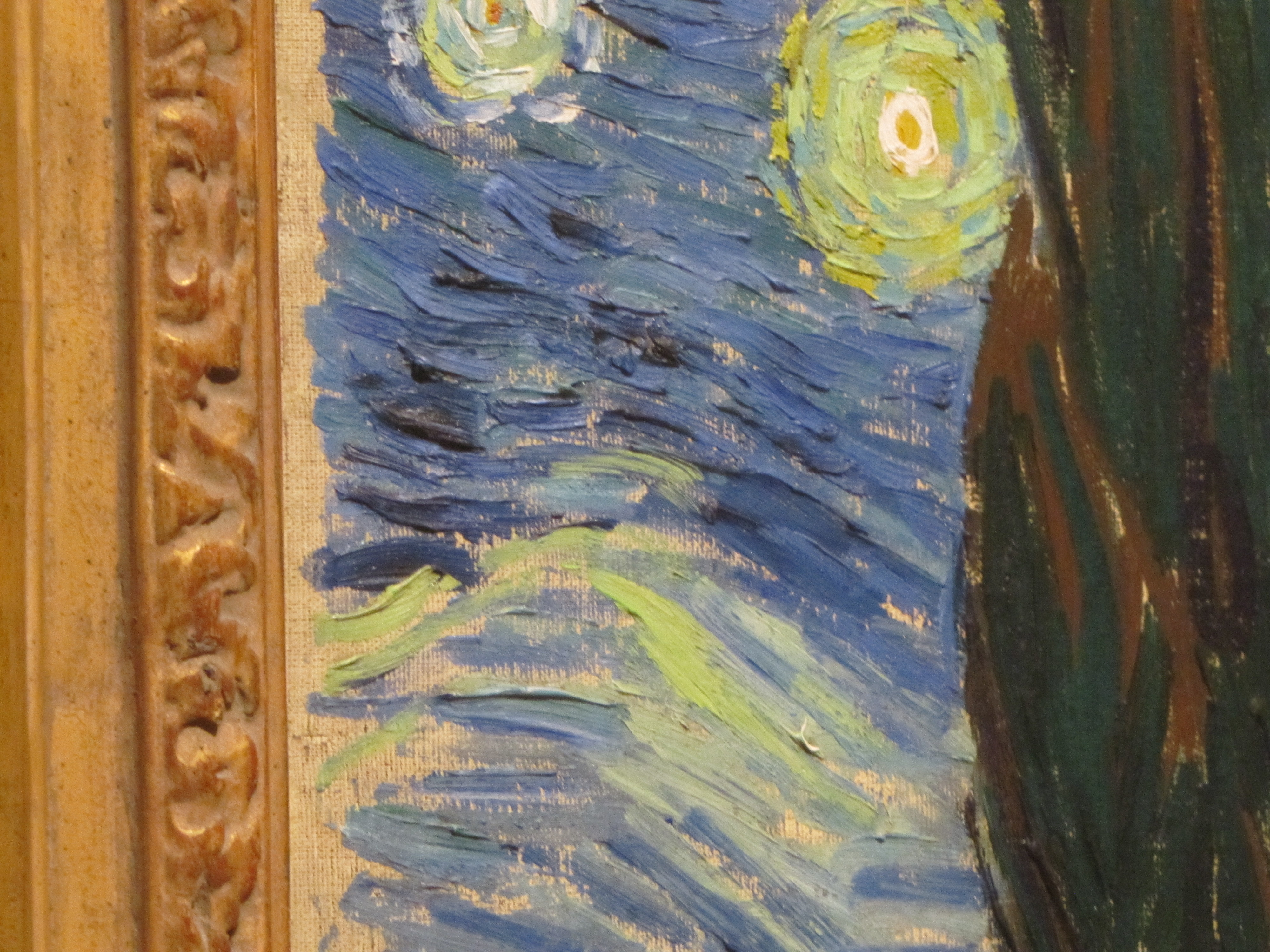
畫布和框架的左側部分
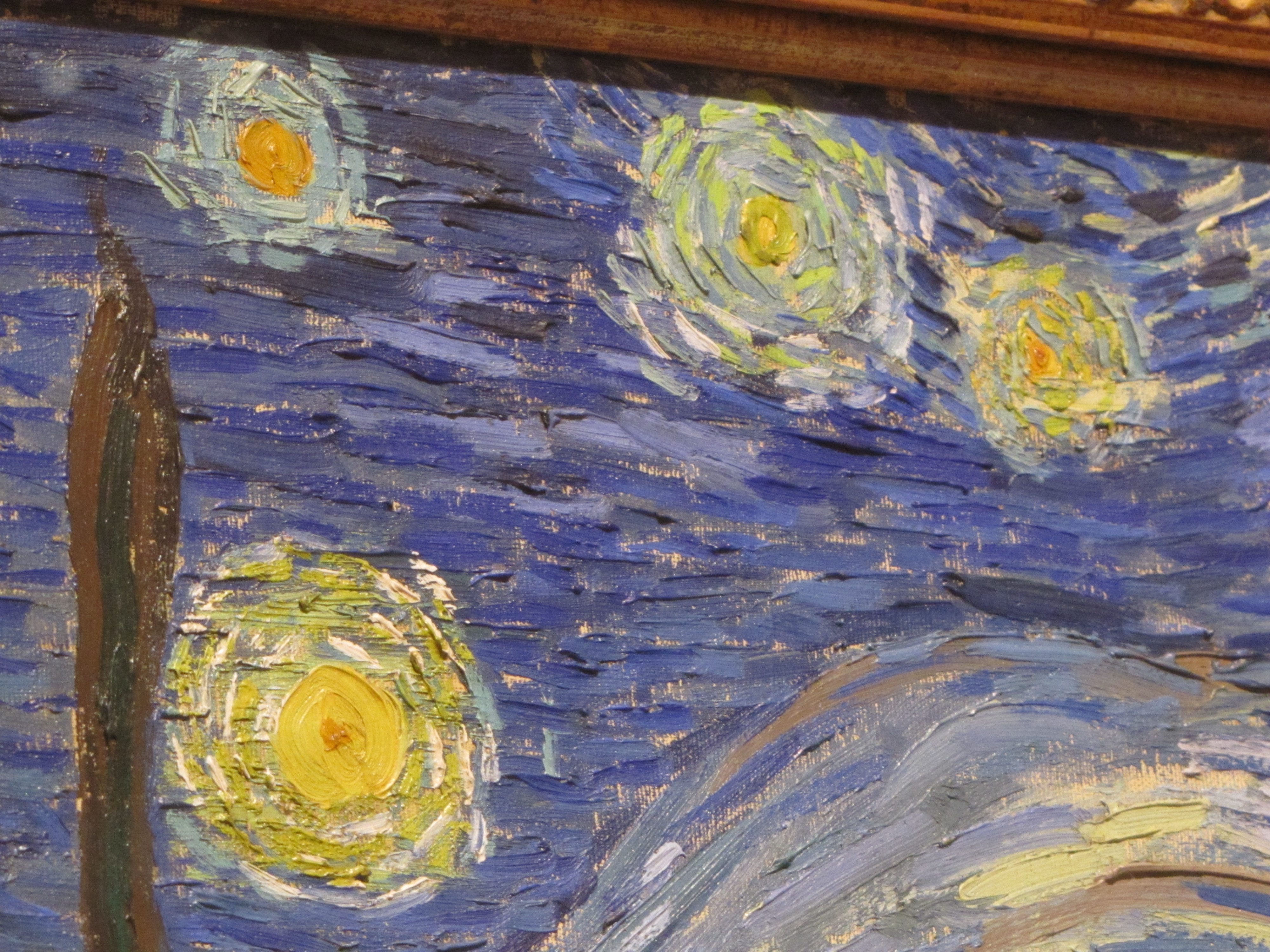
星星